# Opatov (okres Jihlava)
Opatov (německy Opatau) je obec v okrese Jihlava v Kraji Vysočina. Žije v něm 203 obyvatel.

## Název
Název se vyvíjel od varianty Hopathau (1303), Opatow (1419), Wopatow (1602), Oppatow (1654). Místní jméno odkazuje na původního vlastníka – opata želivského kláštera.

## Historie
První písemná zmínka o vesnici pochází z roku 1289.

## Přírodní poměry
Opatov leží v okrese Jihlava v Kraji Vysočina. Nachází se 3,5 km jižně od Dudína, 3 km jihozápadně od Zbilid, 4,5 km severozápadně od Dušejova, 2 km severně od Jankova a 2,5 km východně od Vyskytné. Geomorfologicky je oblast součástí Křemešnické vrchoviny a jejího podcelku Humpolecká vrchovina, v jejíž rámci spadá pod geomorfologický okrsek Vyskytenská pahorkatina. Průměrná nadmořská výška činí 650 metrů. Nejvyšší bod, Špilberk (690 m n. m.), leží jižně od obce. V severozápadní části stojí Ráj (625 m). Západně od obce protéká Jankovský potok. Do správního území obce zasahuje část přírodní rezervace Prameniště Jankovského potoka.

## Obyvatelstvo
Podle sčítání 1921 zde žilo v 75 domech 495 obyvatel, z nichž bylo 251 žen. 495 obyvatel se hlásilo k československé národnosti. Žilo zde 227 římských katolíků a 267 evangelíků.
| Rok            | 1869 | 1880 | 1890 | 1900 | 1910 | 1921 | 1930 | 1950 | 1961 | 1970 | 1980 | 1991 | 2001 | 2011 | 2021 |
| -------------- | ---- | ---- | ---- | ---- | ---- | ---- | ---- | ---- | ---- | ---- | ---- | ---- | ---- | ---- | ---- |
| Počet obyvatel | 578  | 518  | 499  | 496  | 482  | 495  | 401  | 286  | 274  | 227  | 177  | 174  | 207  | 207  | 198  |
| Počet domů     | 60   | 73   | 80   | 78   | 79   | 75   | 75   | 70   | 66   | 60   | 54   | 58   | 84   | 87   | 93   |

## Obecní správa a politika

### Místní části, členství ve sdruženích
Obec leží na katastrálním území Opatov u Jihlavy a člení se na dvě základní sídelní jednotky – Opatov a Polánky.
Opatov je členem Mikroregionu Dušejovsko a místní akční skupiny Třešťsko.

### Zastupitelstvo a starosta
Obec má sedmičlenné zastupitelstvo, v jehož čele stojí starosta Jan Petr.
| Období    | Voliči | Účast v % | Mandáty | Výsledky                          | Starosta      |
| --------- | ------ | --------- | ------- | --------------------------------- | ------------- |
| 2002–2006 | 157    | 75,16     | 7       | 7 Nezávislí kandidáti Opatov      | Jaroslav Duba |
| 2006–2010 | 159    | 73,58     | 7       | 7 Nezávislí kandidáti Opatov      | Jaroslav Duba |
| 2010–2014 | 158    | 62,66     | 7       | 7 Nezávislí kandidáti Opatov      | Jaroslav Duba |
| 2014–2018 | 156    | 66,03     | 7       | 7 Nezávislí kandidáti obce Opatov | Jan Petr      |

### Obecní symboly
Právo užívat znak a vlajku bylo obci uděleno rozhodnutím Poslanecké sněmovny Parlamentu České republiky dne 26. května 2011.
ZnakV zeleném štítě ze stříbrného návrší vyrůstají tři stříbrné šestilisté květy se zlatými středy na zlatých stoncích, prostřední se čtyřmi listy, krajní odkloněné a se dvěma listy na vnější straně. Do návrší vyrůstá zelený kalich.
VlajkaList o poměru stran 2:3 tvoří dva vodorovné pruhy, zelený a vypouklý bílý sahající do pěti osmin šířky listu, v poměru 3:1. Z bílého pruhu vyrůstají vedle sebe tři bílé šestilisté květy se žlutými středy na žlutých stoncích, prostřední se čtyřmi listy, krajní odkloněné a se dvěma listy na vnější straně. Z dolního okraje listu vyrůstá do bílého pruhu zelený kalich.

## Hospodářství a doprava
V obci sídlí firmy NOVOPLYN k.s. Pacov, ARDEWO s.r.o, BOLECH IMPEX, spol. s r.o., BROVADER s.r.o., ROSPO s.r.o., HASKY spol. s r.o., I. Opatovská, spol. s r. o. a Pramen Vysočiny, s.r.o. Obcí prochází silnice II. třídy č. 131 do Zbilid. Dopravní obslužnost zajišťují dopravci ICOM transport, ČSAD Benešov a ARRIVA PRAHA. Autobusy jezdí ve směrech Praha, Pelhřimov, Jihlava, Vlašim, Pacov, Černovice, Putimov, Vyskytná, Nový Rychnov, Humpolec, Větrný Jeníkov a Havlíčkův Brod, Kamenice nad Lipou, Čechtice, Čejkov a Dudín.

## Školství, kultura a sport
Děti dojíždějí do základních škol ve Vyskytné,  Novém Rychnově, Dušejově či Pelhřimově. V roce 2014 zde bylo otevřeno Kulturně vzdělávací a informační centrum KVIC Opatov spolupracující se společností ARTEMISE. Působí zde Sbor dobrovolných hasičů Opatov, Myslivecký spolek JESTŘÁB, Pěvecký soubor CANTEVA, Divadelní soubor FaraON a hokejový klub HC SLAVOJ OPATOV.
Ve vsi stojí evangelický kostel a působí zde farní sbor Českobratrské církve evangelické v Opatově.

## Pamětihodnosti
- Evangelický pseudorománský kostel podle návrhu Josefa Bláhy z Kostelce z roku 1868 na návsi
- Evangelický hřbitov z roku 1870 na severním okraji obce s několika náhrobky z poslední čtvrtiny 19. století
- Zřícenina a archeologické naleziště na sever od vesnice
- Zbytky stříbrných dolů 1 km severovýchodně od obce v Hovorkově lese
- Pomník obětem první světové války z roku 1935 na návsi
- Pamětní kámen Mistra Jana Husa z roku 1915 na návsi
- Pamětní kamenný kříž 2 km severovýchodně od obce u silnice do Zbilid, nedaleko hranice katastrů[18]